# Eddie Dibbs
Eddie Dibbs (* 23. Februar 1951 in New York City) ist ein ehemaliger US-amerikanischer Tennisspieler.

## Karriere
Er gewann in seiner Karriere 21 Einzel- und ein Doppelturnier (zusammen mit Harold Solomon), darunter dreimal die internationalen deutschen Tennismeisterschaften am Hamburger Rothenbaum (1973, 1974, 1976). Seine höchste Weltranglistenposition war Platz 5 im Jahr 1978.
Zusammen mit seinem Doppelpartner Harold Solomon bildete er eines der stärksten Doppel der 1970er Jahre. Zusammen wurden die beiden Tennisspieler Bagel Twins oder Bagel Brothers genannt.

## Erfolge
| Legende                |
| Grand Slam             |
| Saisonendveranstaltung |
| ATP Masters Series     |
| Grand Prix (23)        |

| Open-Era-Titel nach Belag |
| Hartplatz (3)             |
| Sand (13)                 |
| Rasen                     |
| Teppich (7)               |

### Einzel

#### Turniersiege
| Nr. | Datum             | Turnier          | Belag     | Finalgegner        | Ergebnis                |
| --- | ----------------- | ---------------- | --------- | ------------------ | ----------------------- |
| 1.  | 19. März 1973     | Jackson          | Teppich   | Frew McMillan      | 5:7, 6:1, 7:5           |
| 2.  | 11. Juni 1973     | Hamburg (1)      | Sand      | Karl Meiler        | 6:1, 3:6, 7:6, 6:3      |
| 3.  | 1. Oktober 1973   | Fort Worth       | Hartplatz | Brian Gottfried    | 7:5, 6:2, 6:4           |
| 4.  | 20. Mai 1974      | Hamburg (2)      | Sand      | Hans-Joachim Plötz | 6:2, 6:2, 6:3           |
| 5.  | 20. Oktober 1975  | Teheran          | Sand      | Iván Molina        | 1:6, 6:4, 7:5, 6:4      |
| 6.  | 12. November 1975 | London           | Teppich   | Jimmy Connors      | 1:6, 6:1, 7:5           |
| 7.  | 5. Januar 1976    | Monterrey        | Teppich   | Harold Solomon     | 7:66, 6:2               |
| 8.  | 2. Februar 1976   | Barcelona        | Teppich   | Cliff Drysdale     | 6:1, 6:1                |
| 9.  | 17. Mai 1976      | Hamburg (3)      | Sand      | Manuel Orantes     | 6:4, 4:6, 6:1, 2:6, 6:1 |
| 10. | 25. Oktober 1976  | Paris            | Hartplatz | Jaime Fillol       | 5:7, 6:4, 6:4, 7:6      |
| 11. | 7. Februar 1977   | Miami            | Sand      | Raúl Ramírez       | 6:0, 6:3                |
| 12. | 28. März 1977     | London           | Teppich   | Vitas Gerulaitis   | 7:62, 6:75, 6:4         |
| 13. | 21. November 1977 | Oviedo           | Teppich   | Raúl Ramírez       | 6:4, 6:1                |
| 14. | 24. April 1978    | Tulsa            | Hartplatz | Pat DuPré          | 6:7, 6:2, 7:5           |
| 15. | 10. Juli 1978     | Cincinnati       | Sand      | Raúl Ramírez       | 5:7, 6:3, 6:2           |
| 16. | 31. Juli 1978     | North Conway     | Sand      | John Alexander     | 6:4, 6:4                |
| 17. | 14. August 1978   | Toronto          | Sand      | José Luis Clerc    | 5:7, 6:4, 6:1           |
| 18. | 9. Juli 1979      | Forest Hills (1) | Sand      | Harold Solomon     | 7:6, 6:1                |
| 19. | 11. Februar 1980  | Sarasota         | Sand      | Andrés Gómez       | 6:1, 6:3                |
| 20. | 14. Juli 1980     | Boston           | Sand      | Gene Mayer         | 6:2, 6:1                |
| 21. | 4. Mai 1981       | Forest Hills (2) | Sand      | Carlos Kirmayr     | 6:3, 6:2                |
| 22. | 2. November 1981  | Quito            | Sand      | David Carter       | 3:6, 6:0, 7:5           |

#### Finalteilnahmen
| Nr. | Datum            | Turnier      | Belag     | Finalgegner        | Ergebnis                |
| --- | ---------------- | ------------ | --------- | ------------------ | ----------------------- |
| 1.  | 4. März 1974     | Caracas      | Hartplatz | Charlie Pasarell   | 7:6, 2:6, 1:6           |
| 2.  | 28. Oktober 1974 | Paris        | Hartplatz | Brian Gottfried    | 3:6, 7:5, 6:8, 0:6      |
| 3.  | 8. März 1976     | Mexiko-Stadt | Teppich   | Raúl Ramírez       | 6:74, 2:6               |
| 4.  | 12. Juli 1976    | Cincinnati   | Sand      | Roscoe Tanner      | 6:7, 3:6                |
| 5.  | 11. Oktober 1976 | Madrid       | Sand      | Manuel Orantes     | 6:7, 2:6, 1:6           |
| 6.  | 18. Oktober 1976 | Barcelona    | Sand      | Manuel Orantes     | 1:6, 6:2, 6:2, 5:7, 4:6 |
| 7.  | 18. April 1977   | Charlotte    | Sand      | Corrado Barazzutti | 6:76, 0:6               |
| 8.  | 25. Juli 1977    | Louisville   | Sand      | Guillermo Vilas    | 6:1, 0:6, 1:6           |
| 9.  | 22. August 1977  | Boston       | Sand      | Manuel Orantes     | 6:7, 5:7, 4:6           |
| 10. | 3. Oktober 1977  | Teheran      | Sand      | Guillermo Vilas    | 2:6, 4:6, 6:1, 1:6      |
| 11. | 6. Februar 1978  | St. Louis    | Teppich   | Sandy Mayer        | 6:7, 4:6                |
| 12. | 27. März 1978    | Dayton       | Teppich   | Brian Gottfried    | 6:2, 4:6, 6:7           |
| 13. | 8. Mai 1978      | WCT Finals   | Teppich   | Vitas Gerulaitis   | 3:6, 2:6, 1:6           |
| 14. | 17. Juli 1978    | Washington   | Sand      | Jimmy Connors      | 5:7, 5:7                |
| 15. | 15. Januar 1979  | Birmingham   | Teppich   | Jimmy Connors      | 2:6, 6:3, 5:7           |
| 16. | 9. April 1979    | Tulsa        | Hartplatz | Jimmy Connors      | 7:6, 5:7, 1:6           |
| 17. | 6. August 1979   | Columbus     | Sand      | Brian Gottfried    | 3:6, 0:6                |
| 18. | 8. Oktober 1979  | Barcelona    | Sand      | Hans Gildemeister  | 4:6, 3:6, 1:6           |
| 19. | 7. April 1980    | Houston      | Sand      | Ivan Lendl         | 1:6, 3:6                |
| 20. | 28. Juli 1980    | North Conway | Sand      | Jimmy Connors      | 3:6, 7:5, 1:6           |
| 21. | 3. Mai 1982      | Forest Hills | Sand      | Ivan Lendl         | 1:6, 1:6                |

### Doppel

#### Turniersiege
| Nr. | Datum         | Turnier    | Belag       | Partner        | Finalgegner             | Ergebnis |
| --- | ------------- | ---------- | ----------- | -------------- | ----------------------- | -------- |
| 1.  | 21. März 1976 | Washington | Teppich (i) | Harold Solomon | Mark Cox Cliff Drysdale | 6:4, 7:5 |

#### Finalteilnahmen
| Nr. | Datum            | Turnier    | Belag         | Partner        | Finalgegner                  | Ergebnis        |
| --- | ---------------- | ---------- | ------------- | -------------- | ---------------------------- | --------------- |
| 1.  | 29. Februar 1976 | Fort Worth | Hartplatz (i) | Harold Solomon | Vitas Gerulaitis Sandy Mayer | 4:6, 5:7        |
| 2.  | 18. Juli 1976    | Cincinnati | Sand          | Harold Solomon | Stan Smith Erik van Dillen   | 1:6, 1:6        |
| 3.  | 28. März 1977    | London     | Teppich       | Mark Cox       | Ilie Năstase Adriano Panatta | 6:75, 7:63, 3:6 |